# Santa Margherita di Staffora
Santa Margherita di Staffora es una localidad y comune italiana de la provincia de Pavía, región de Lombardía, con 617 habitantes.

## Evolución demográfica
| Gráfica de evolución demográfica de Santa Margherita di Staffora entre 1861 y 2001 |
|                                                                                    |
| Fuente ISTAT - elaboración gráfica de Wikipedia                                    |